# Hrabičov
Hrabičov és un poble i municipi d'Eslovàquia que es troba a la regió de Banská Bystrica.

## Història
La primera menció escrita de la vila es remunta al 1228.

## Demografia
| Godina             | 1994 | 2004   | 2014   | 2024   |
| ------------------ | ---- | ------ | ------ | ------ |
| Nombre de persones | 617  | 619    | 589    | 548    |
| Diferència         |      | +0,32% | −4,84% | −6,96% |

| Godina             | 2023 | 2024   |
| ------------------ | ---- | ------ |
| Nombre de persones | 553  | 548    |
| Diferència         |      | −0,90% |